# 卡斯泰尔纳韦
卡斯泰尔纳韦（法語：Castelnavet，法語發音：[kastɛlnavɛ]）是法国热尔省的一个市镇，属于米朗德区。

## 地理
卡斯泰尔纳韦（43°40'25"N, 0°7'47"E）面积18.06 平方千米，位于法国奧克西塔尼大區热尔省，该省份为法国西南部内陆省份，北起顺时针与洛特-加龙省、塔恩-加龙省、上加龙省、上比利牛斯省、大西洋比利牛斯省和朗德省接壤。
与卡斯泰尔纳韦接壤的市镇（或旧市镇、城区）包括：艾尼昂、库卢梅蒙代巴、吕皮亚克、圣皮埃尔多贝济。
卡斯泰尔纳韦的时区为UTC+01:00、UTC+02:00（夏令时）。

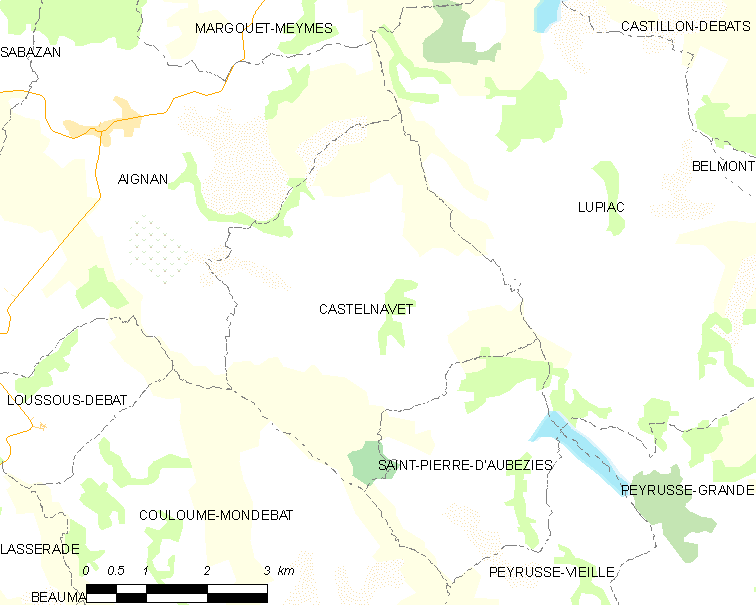
卡斯泰尔纳韦的OSM定位图

## 行政
卡斯泰尔纳韦的邮政编码为32290，INSEE市镇编码为32081。

## 政治
卡斯泰尔纳韦所属的省级选区为热尔阿杜尔县。

## 人口

1962-2008年间卡斯泰尔纳韦人口变化图示

卡斯泰尔纳韦于2022年1月1日时的人口数量为116人。